# Albert Lynch
Albert Lynch (Gleisweiler, 26 settembre 1860 – Principato di Monaco, 25 marzo 1950) è stato un pittore peruviano, nato in Germania ma sempre vissuto in Francia. È considerato, pertanto, un pittore francese..

## Biografia
Albert Lynch era figlio di Diego Lynch, di famiglia peruviana, e di Adele Bertha Emma Koeffler, di famiglia tedesca (suo padre era il pittore paesaggista Thomas Koeffler).
Non è chiaro se Lynch sia nato a Lima o a Gleisweiler, in Renania (Germania). Sul sito "Benezit Dictionary of Artist" del 2011 (ed anche altri siti), Lynch nacque a Lima (o Trujillo) nel 1851 e morì nel 1912. Alcuni ipotizzano che, a causa della disfatta di Sedan del 1870 e il conseguente astio dei francesi per i prussiani, Lynch preferì dichiararsi nato in Perù e non in Germania, anche se 
la documentazione indica che fu battezzato a Gleisweiler. Ma la sua totale permanenza in Francia e la sua cultura prettamente francese ne fanno, in realtà, un artista decisamente francese.
Lynch, infatti, trascorse la sua vita sempre a Parigi, studiando, all'inizio, presso la "Scuola di belle arti", sotto la guida di William Bouguereau, poi negli atelier di Jules Noël, Gabriel Ferrer e Henri Lehmann.
Prese quindi la cittadinanza francese e, nell'ottobre del 1896, sposò Maria Anna Victoria Bacouel.
Numerose furono le sue partecipazioni al Salon degli artisti francesi, dove ricevette dei riconoscimenti nel 1890 e nel 1892. Infine, all'Expo del 1900 gli fu assegnata la medaglia d'oro.
Lynch dipinse in massima parte ritratti femminili e scene di genere della vita francese, ma i protagonisti delle sue pitture sono sempre femminili. Impiegò poco la pittura ad olio su tela, preferendo invece la tempera, il pastello e l'acquarello.
Il suo alimento pittorico fu lo spirito della Belle Époque che traspare spesso dalle sue opere, ma non va dimenticata la sottile vena di malinconico romanticismo che affiora in molti suoi ritratti.
Illustrò anche diversi libri di grande notorietà e successo, come "La signora delle camelie" di Alexandre Dumas figlio, "Le père Goriot " di Honoré de Balzac, "La Parisienne" di Henry Becque.
Dal 1930 si trasferì nel Principato di Monaco, dove abitò sino alla morte in Avenue de la Gare (oggi Avenue Prince Pierre). Morì nel 1950, a novant'anni.

## Galleria d'immagini

### Ritratti femminili

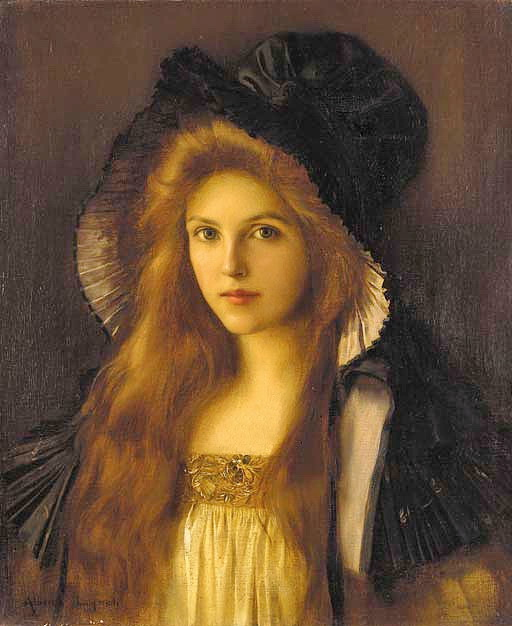
La bella Betty
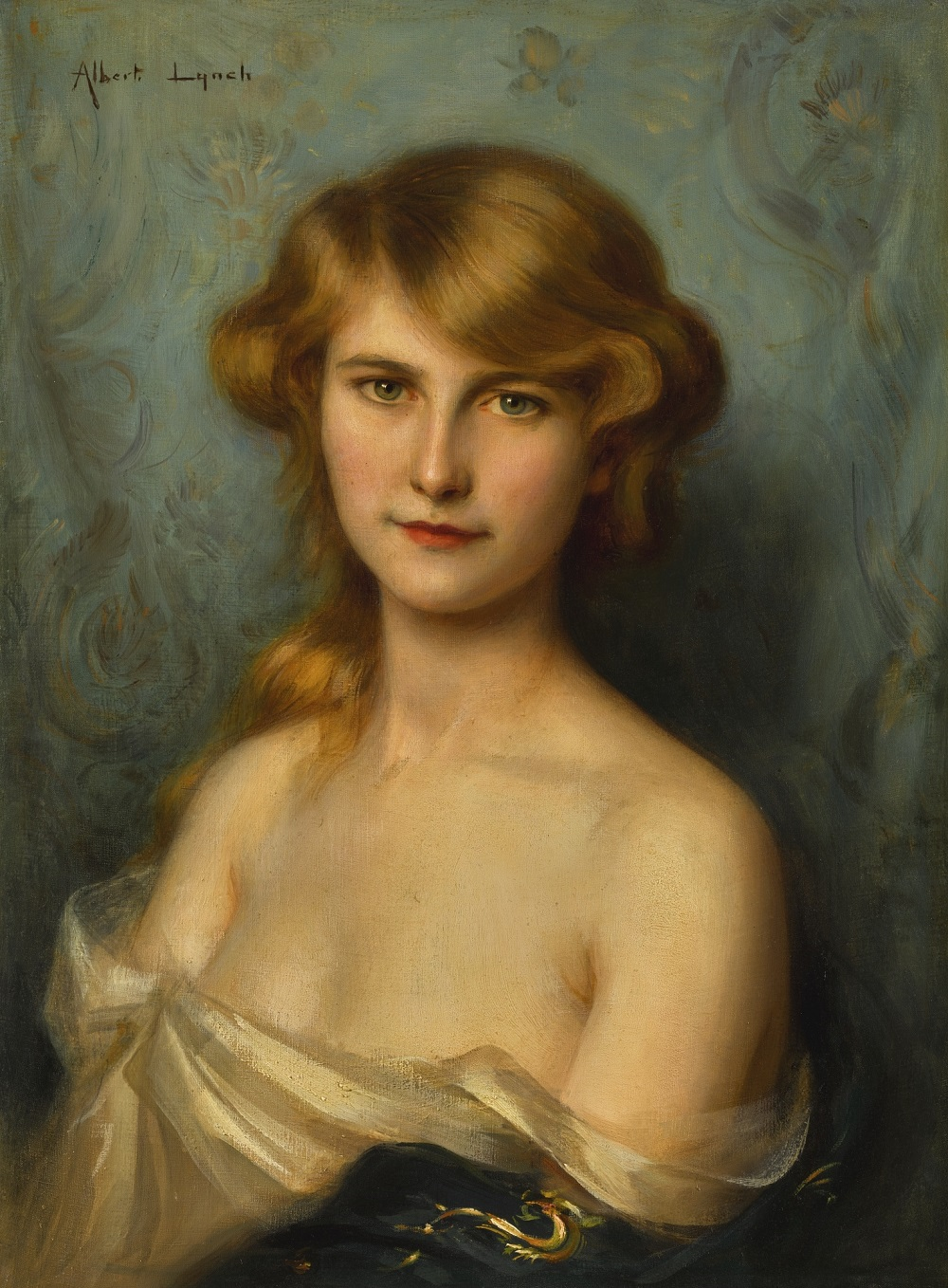
Giovane donna dai capelli rossi
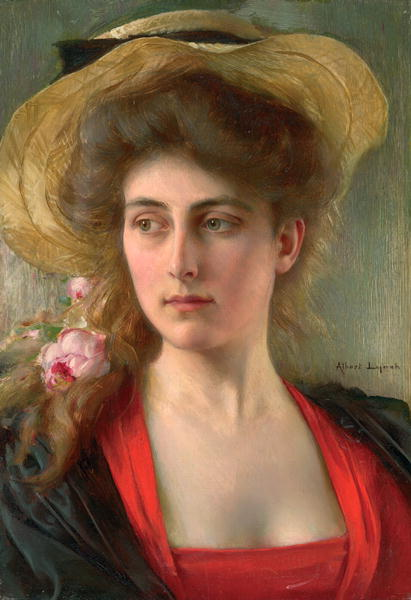
La donna elegante
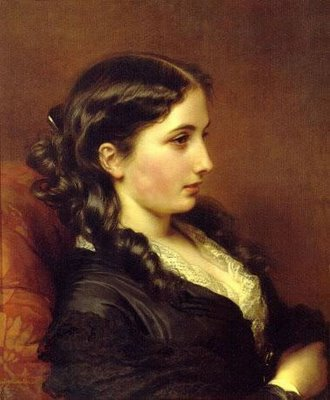
Ritratto di donna
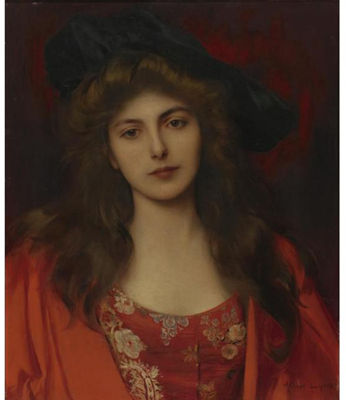
Il broccato rosso
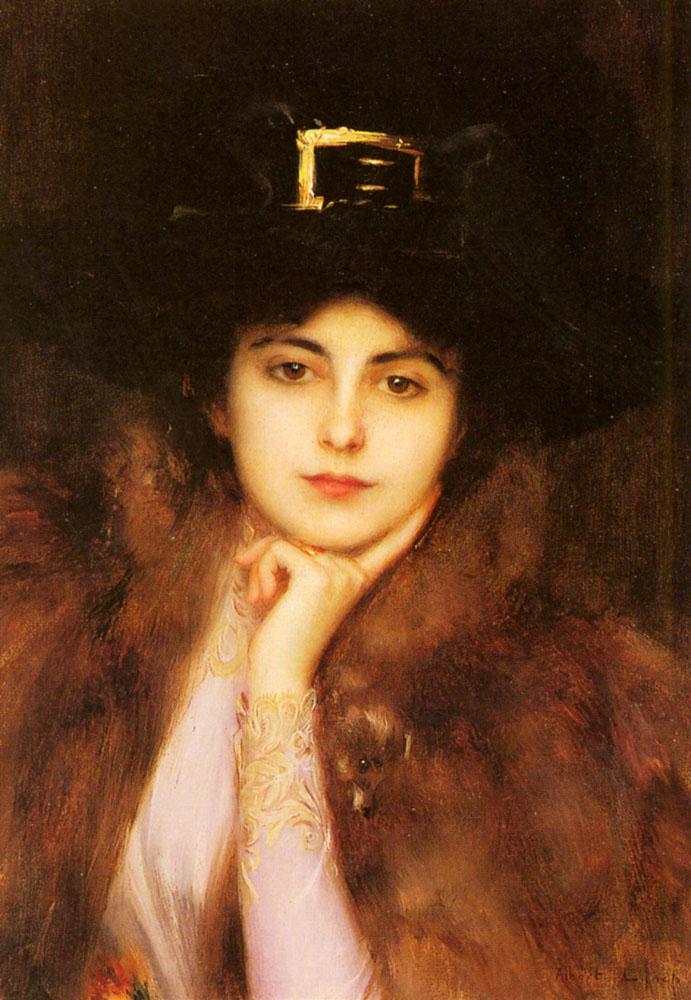
Ritratto di una signora elegante

### Scene di genere

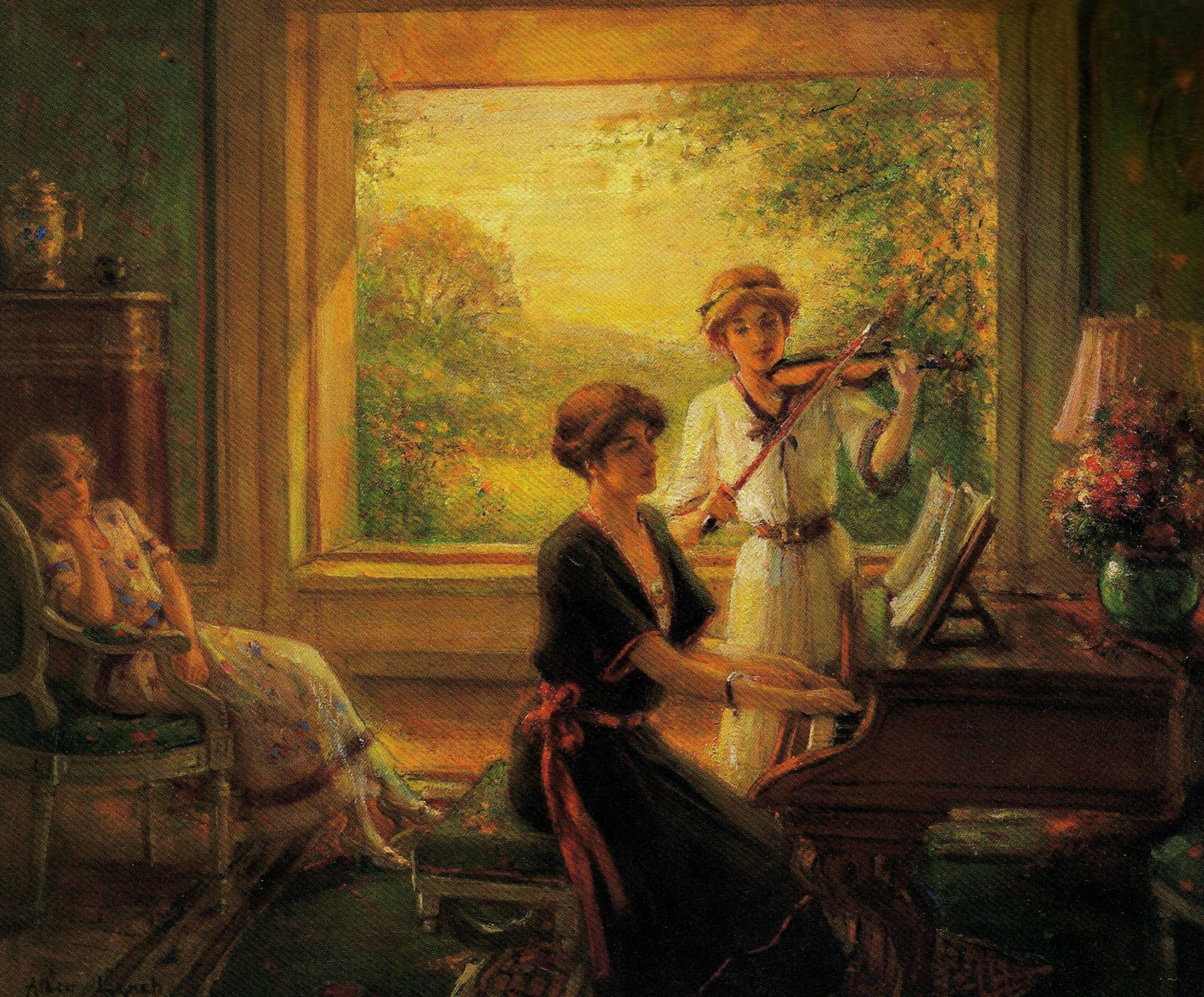
Il nuovo spartito
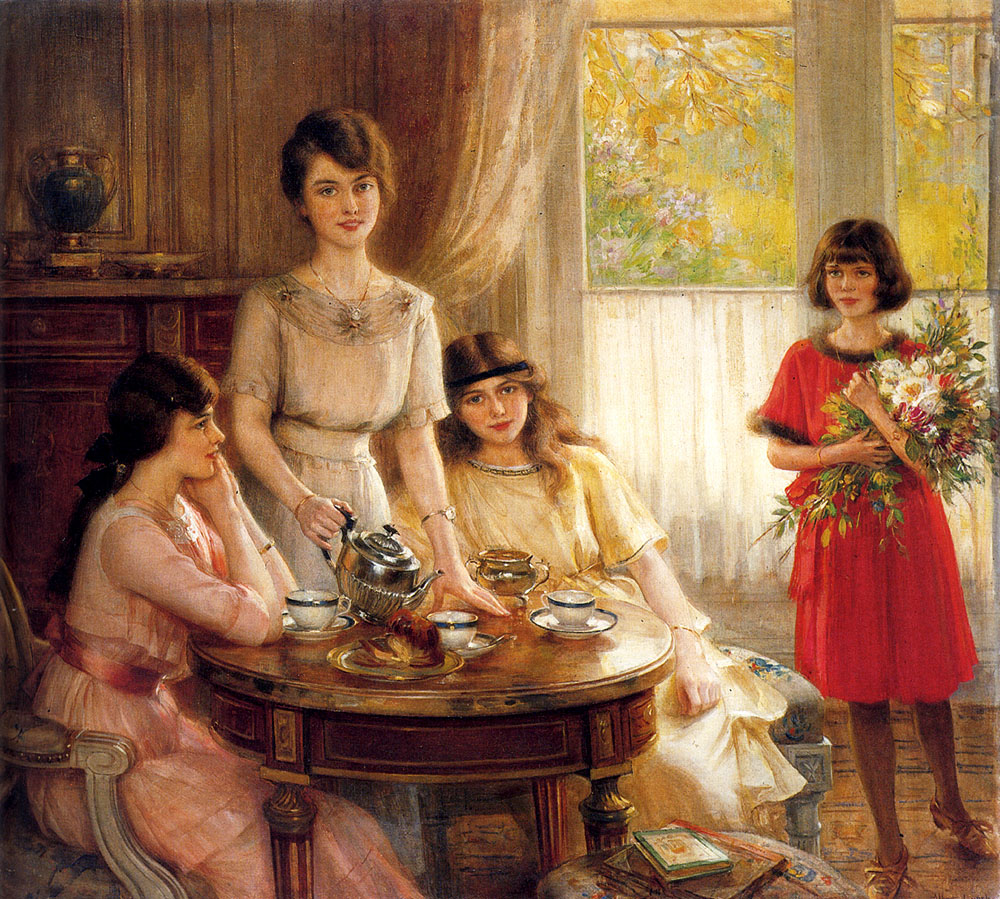
L'ora del tè
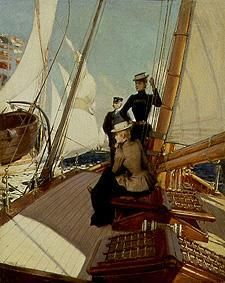
Pomeriggio in barca
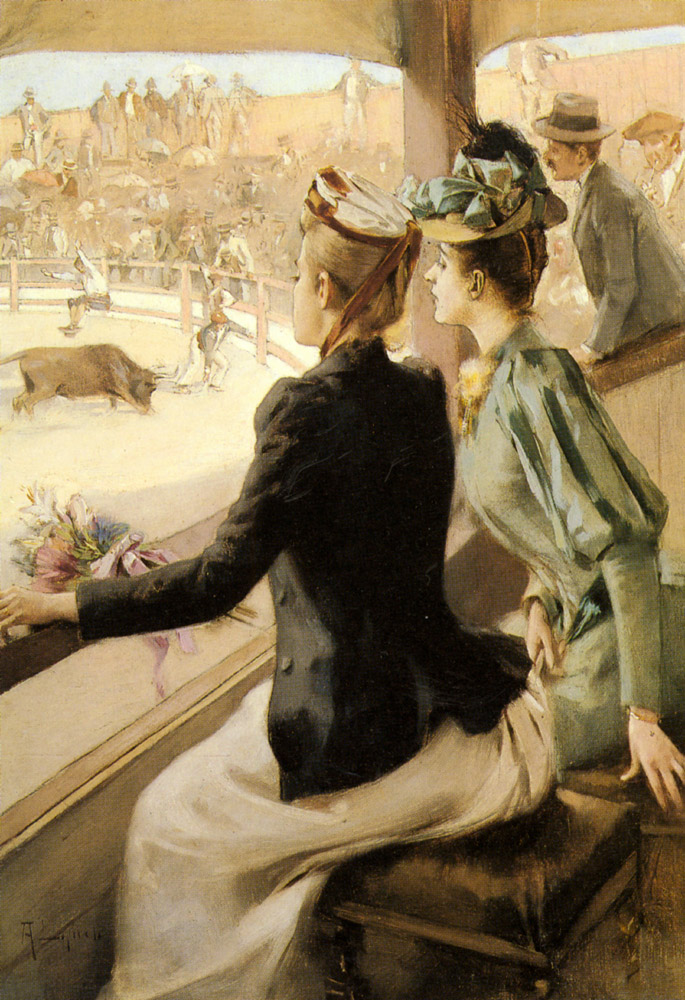
Alla corrida
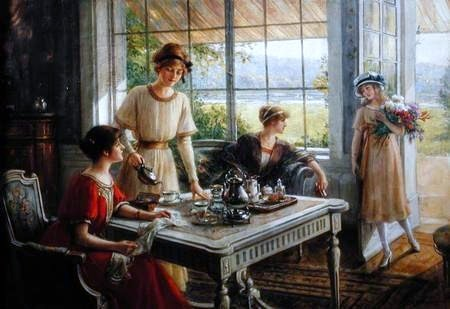
Signore che prendono il tè